# Chiostri di San Martino

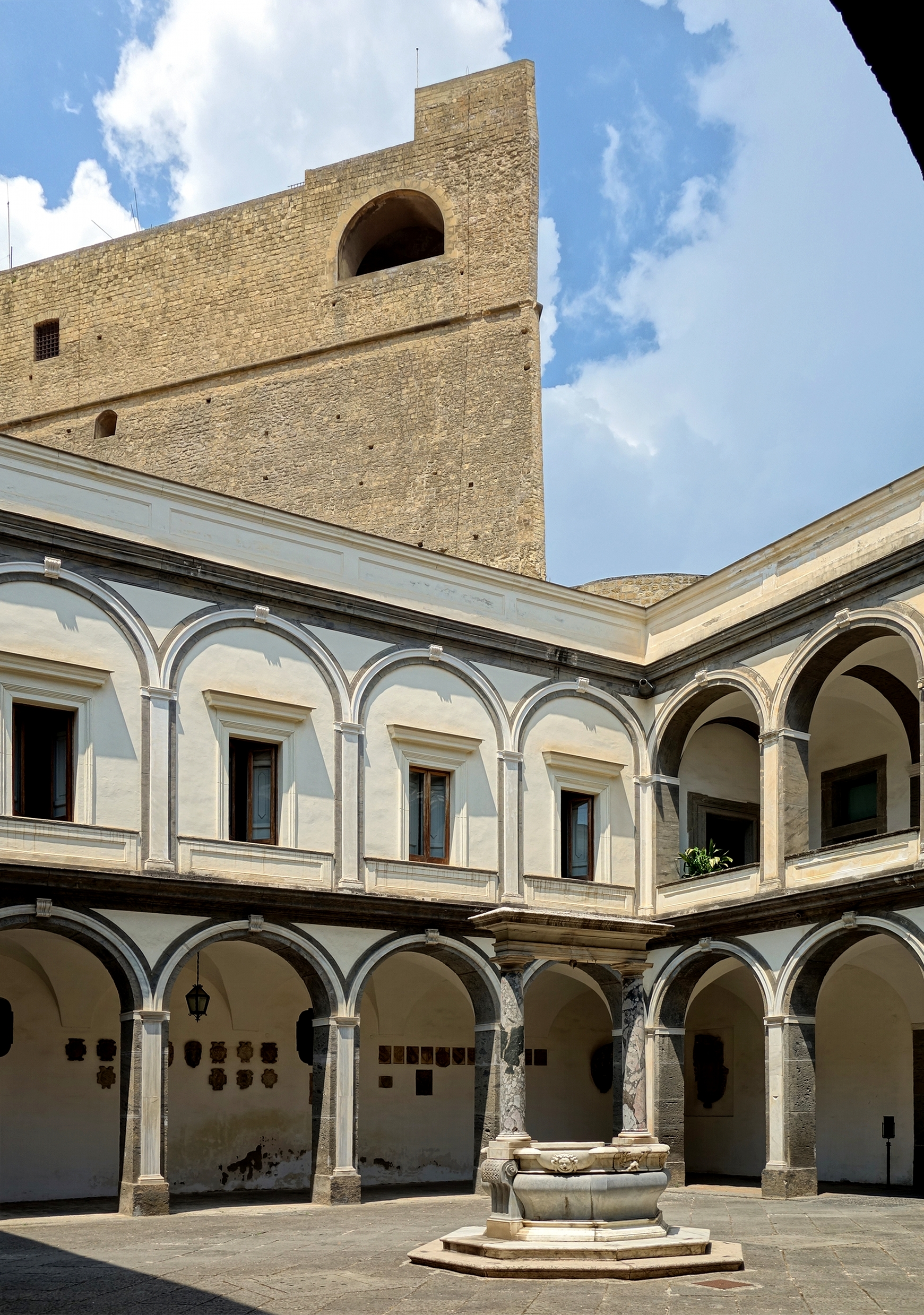
Chiostro dei Procuratori

I chiostri di San Martino sono due chiostri monumentali di Napoli ubicati all'interno del complesso della certosa di San Martino.

## Storia
Il primo ed unico chiostro della certosa sorse nel XIV secolo insieme a tutto il complesso religioso, per volere di Roberto d'Angiò e del figlio Carlo, duca di Calabria. Il suo completamento avvenne tuttavia dopo cinquant'anni, sotto il regno di Giovanna I di Napoli.
In origine la certosa era caratterizzata quindi da un solo chiostro, molto ampio, a pianta quadrata con diciassette arcate per lato, mentre l'area che in seguito venne adibita a chiostro dei Procuratori per alcuni secoli era stata destinata a orto per una vera economia di sussistenza e per la coltivazione di erbe mediche. La struttura rimase inalterata fino al 1578, anno in cui si avviarono lavori di ristrutturazione e di ampliamento che compresero il rifacimento del chiostro esistente, che divenne quello Grande, della chiesa e la realizzazione di altri due chiostri, quindi quello dei Procuratori e quello del quarto del priore, tutte opere architettoniche di Giovanni Antonio Dosio.

## Descrizione

### Chiostro dei Procuratori
Il chiostro dei Procuratori, opera del Dosio, risale alla fine del XVI secolo. Il portico presenta arcate che non hanno la stessa distanza; ha due ordini di lesene in marmo, in cui vige il contrasto tra il grigio e il bianco. Il pozzo, realizzato da Felice de Felice tra il 1605 e il 1608, si apre in superficie con una vasca ornata con richiami del pozzo del chiostro Grande su cui sono due colonnine doriche che sorreggono un architrave. Alle pareti del chiostro sono collocati infine alcuni stemmi della città, sculture ed epigrafi collocati qui in occasione della prima fase di allestimento del Museo nazionale di San Martino avvenuta nel 1900.

### Chiostro Grande

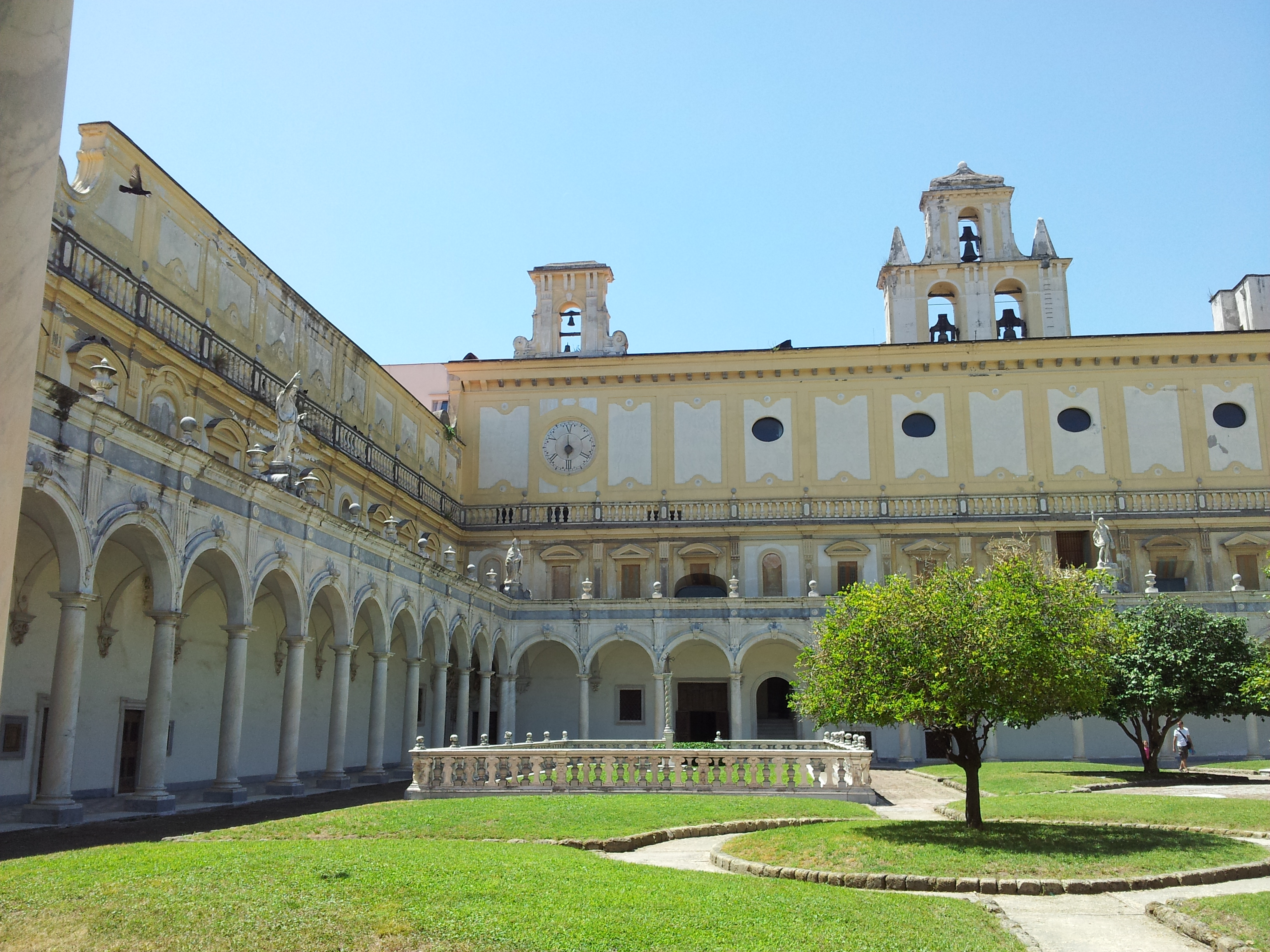
Chiostro Grande

Il chiostro Grande venne realizzato verso la fine del Cinquecento sull'impianto trecentesco del chiostro originario. Notoriamente la paternità del progetto è attribuita a Cosimo Fanzago, sebbene in realtà essa rimanga tuttora ignota. Alcuni studiosi ritengono infatti che sia opera di Giovanni Antonio Dosio, con il quale i certosini avevano stipulato un contratto nel 1591; resta tuttavia da stabilire in che misura il suo progetto sia stato utilizzato durante i lunghi lavori. Altre ipotesi, invece, ritengono che Giovan Giacomo di Conforto, architetto del monastero ancor prima del 1618, avesse continuato l'opera del Dosio e che il Fanzago, il cui primo incarico risale al 1623, sia intervenuto solo come scultore e decoratore; è certo infatti che il Fanzago, dopo aver lavorato in collaborazione con Nicola Botti fino al 1626, abbia continuato da solo l'opera di pavimentazione del chiostro e del cimitero.
Le dimensioni del nuovo chiostro vennero impercettibilmente ridotte: le arcate divennero sessanta mentre le colonne su cui esse poggiavano sessantaquattro. I materiali utilizzati furono il marmo grigio e bianco e il piperno. Il pregevole pavimento dell'area sotto i portici, rifinito tra il 1629 e il 1643, si caratterizza per un gioco di chiaroscuri in marmo mentre nella balaustra che delimita il corpo di fabbrica superiore al piano del portico, dove in corrispondenza delle colonne si alternano sfere di marmo di Carrara a coppe di marmo bianco, sono collocate decorazioni ad intarsio in marmo e piperno. Sulle basi di bardiglio della balaustra nel registro superiore sono inoltre collocate otto statue a figura intera: la Madonna col Bambino di Giovan Battista Perasco, del 1594, il Cristo resorto di Michelangelo Naccherino, il San Giovanni Battista di Giovanni Battista Caccini, e i San Pietro, San Paolo, San Bruno, San Martino e la Maddalena di Cosimo Fanzago. Queste opere giocano un valido contrasto con i busti che escono dalle nicchie di marmo poste sulle porte gemelle, e cioè di Sant'Ugo, San Brunone, del Beato Nicola Albergati, di Sant'Anselmo e di San Dionisio, tutte opere di Cosimo Fanzago, mentre quelli di San Martino e San Gennaro furono eseguiti da Domenico Antonio Vaccaro solo nel 1709. Intorno al chiostro sono disposte le celle con la vista sulla città occupate un tempo dai frati certosini; i quali ricevevano i loro pasti giornalieri dalle piccole finestre che si aprono accanto alle porte d'ingresso.

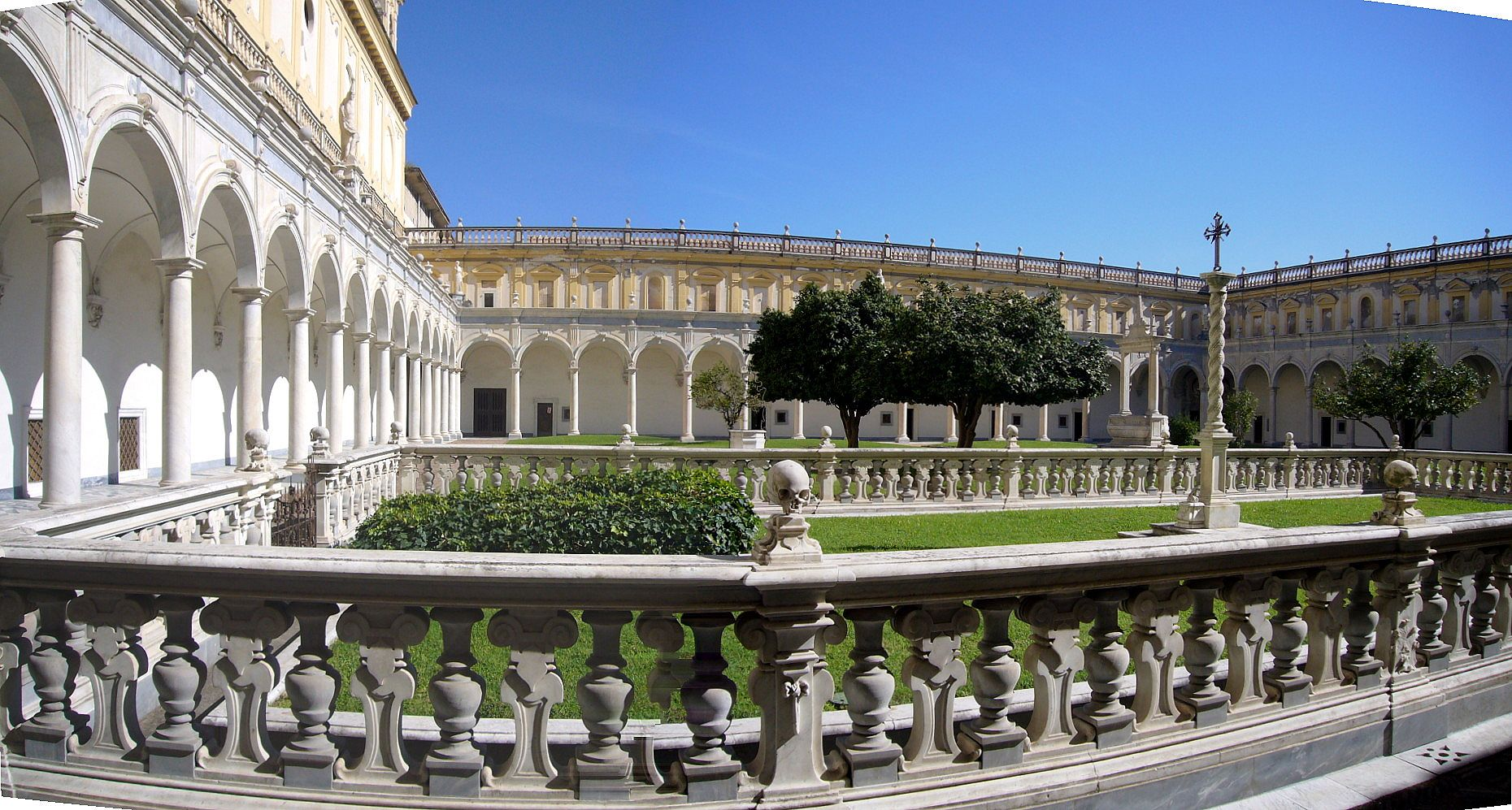
Particolare del cimitero dei certosini

Di età manierista è la spettacolare cisterna, capolavoro di ingegneria idraulica, seppur è sconosciuto l'autore che la realizzò nel 1578; si sa solo che il Fanzago vi apportò delle modifiche nel 1623. Pur non consentendo la purificazione dell'acqua in modo efficace, il sistema idraulico si rivelò quanto mai ingegnoso nonché incantevole a vedersi. Profonda cinquanta metri e larga otto metri e cinquanta, essa è raggiungibile grazie a una scala interna in tufo; all'interno del pozzo, con un ballatoio pensile circondato da una balaustra in tufo grigio con piccoli pilastri che si alternano a balaustrini. L'acqua vi giungeva tramite otto finestrine che davano ad altrettanti pozzi. Il parapetto della cisterna, ottagonale, e ornato da teste di mostri, è sormontato da due colonne doriche con un fastigio di tre obelischi piccoli in breccia rosa del Gargano. In fondo al pozzo sono due chiavi di cui una, la più antica, innestata nella bocca di una testa di marmo, ricordando le bocche delle antiche fontane.
A nord-est del chiostro si apre infine il cimitero dei Certosini, altro tipico esempio di arte del Fanzago, che fungerà poi da modello anche per quello del chiostro della certosa di Padula. Di notevole interesse è la soluzione decorativa dei teschi e delle ossa legati da nastri; nel recinto è inoltre la croce di marmo angioina collocata in onore del priore don Pedro Villa Mayna, morto nel 1363.

## Galleria d'immagini

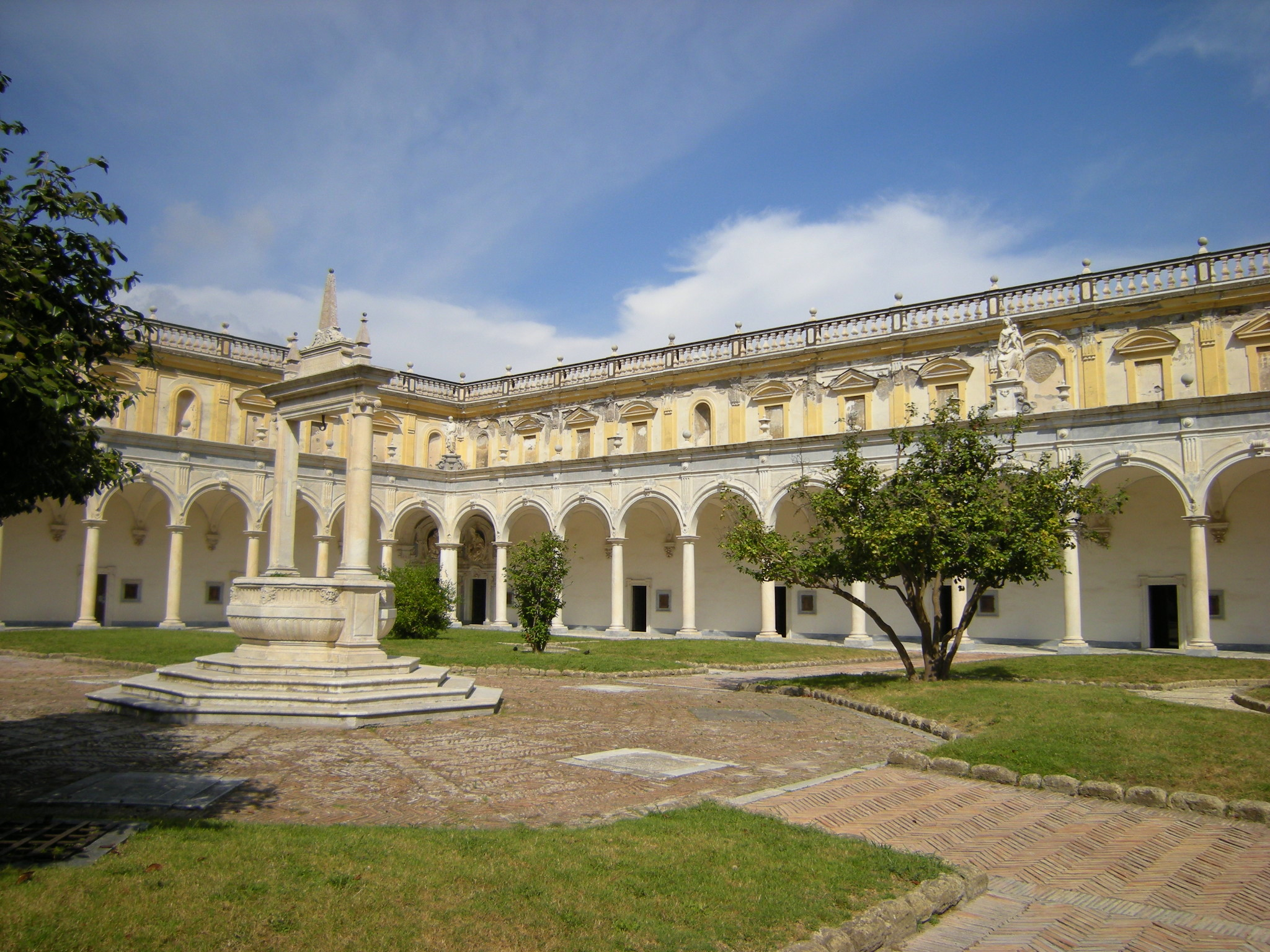
Pozzo monumentale centrale del chiostro Grande
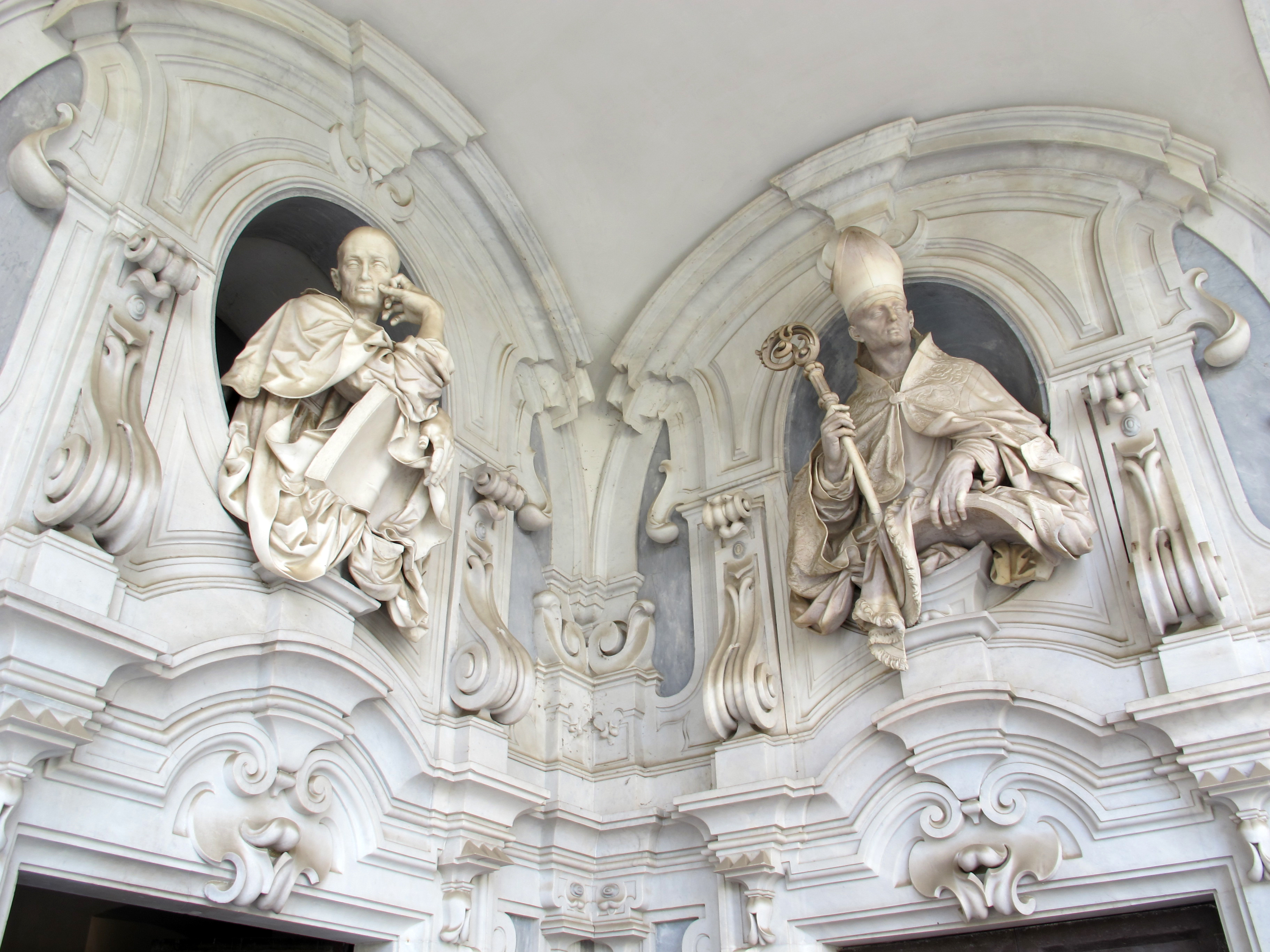
Busti del chiostro Grande
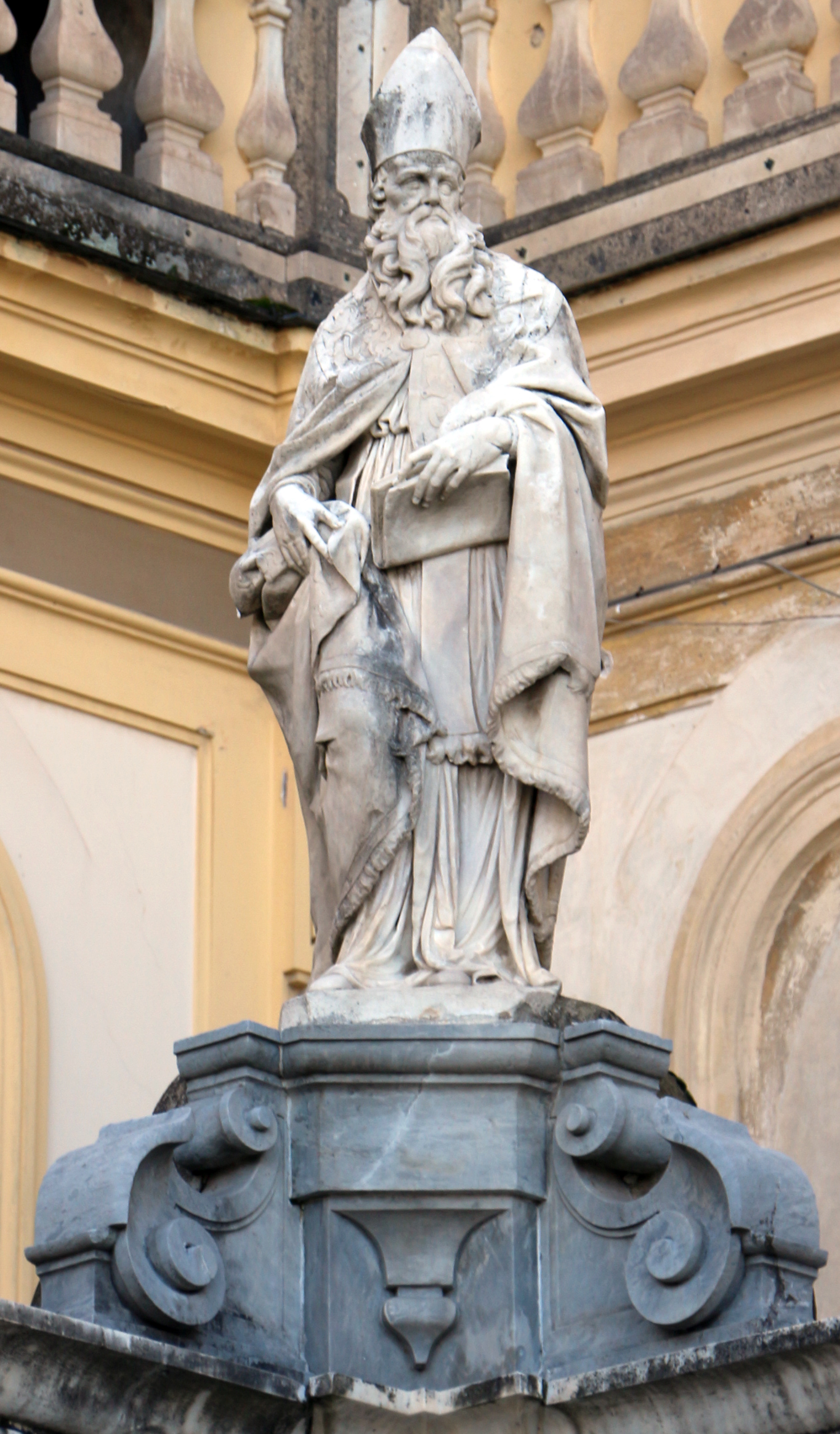
San Martino di Cosimo Fanzago
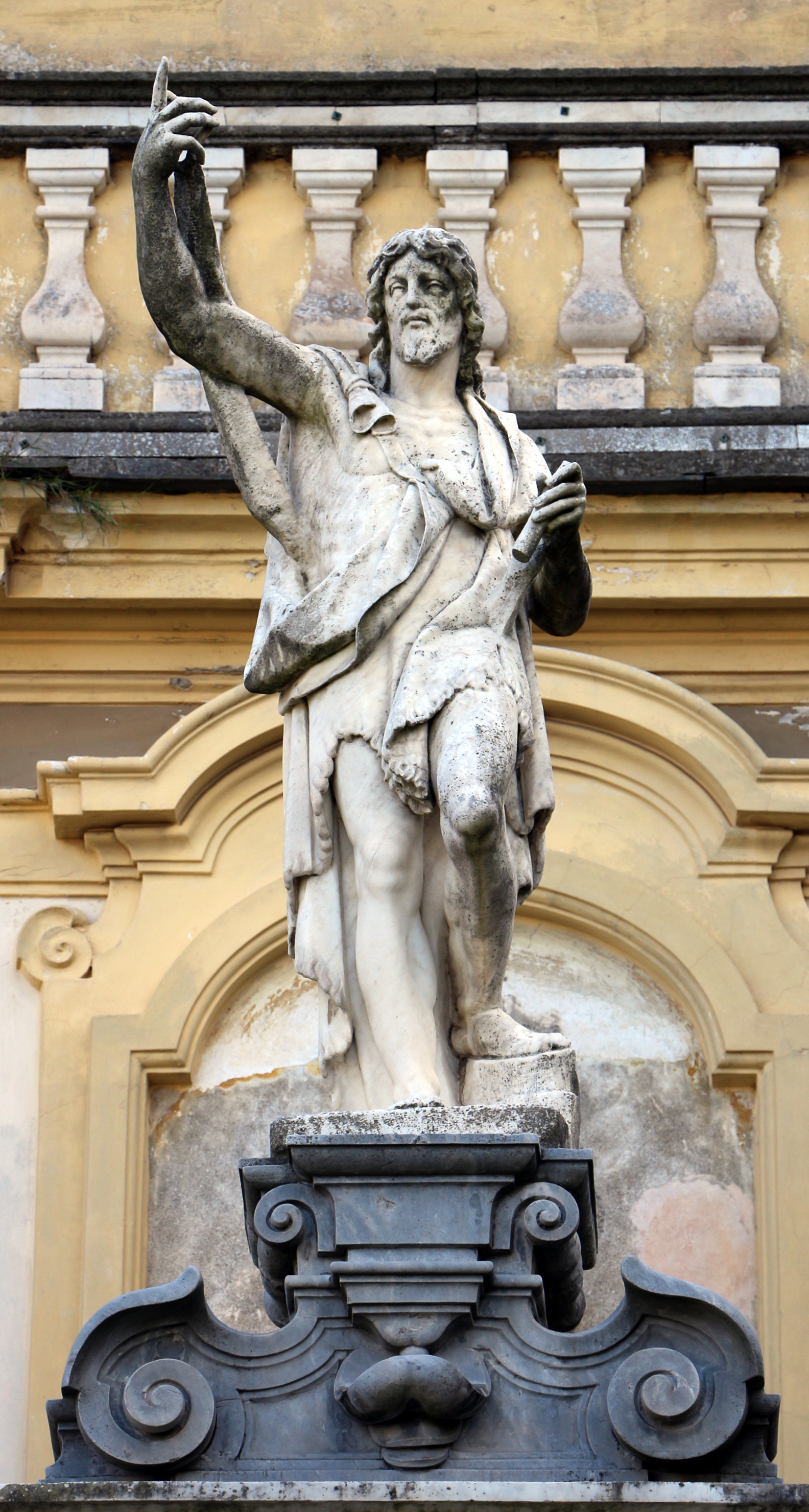
San Giovanni Battista di Giovanni Battista Caccini
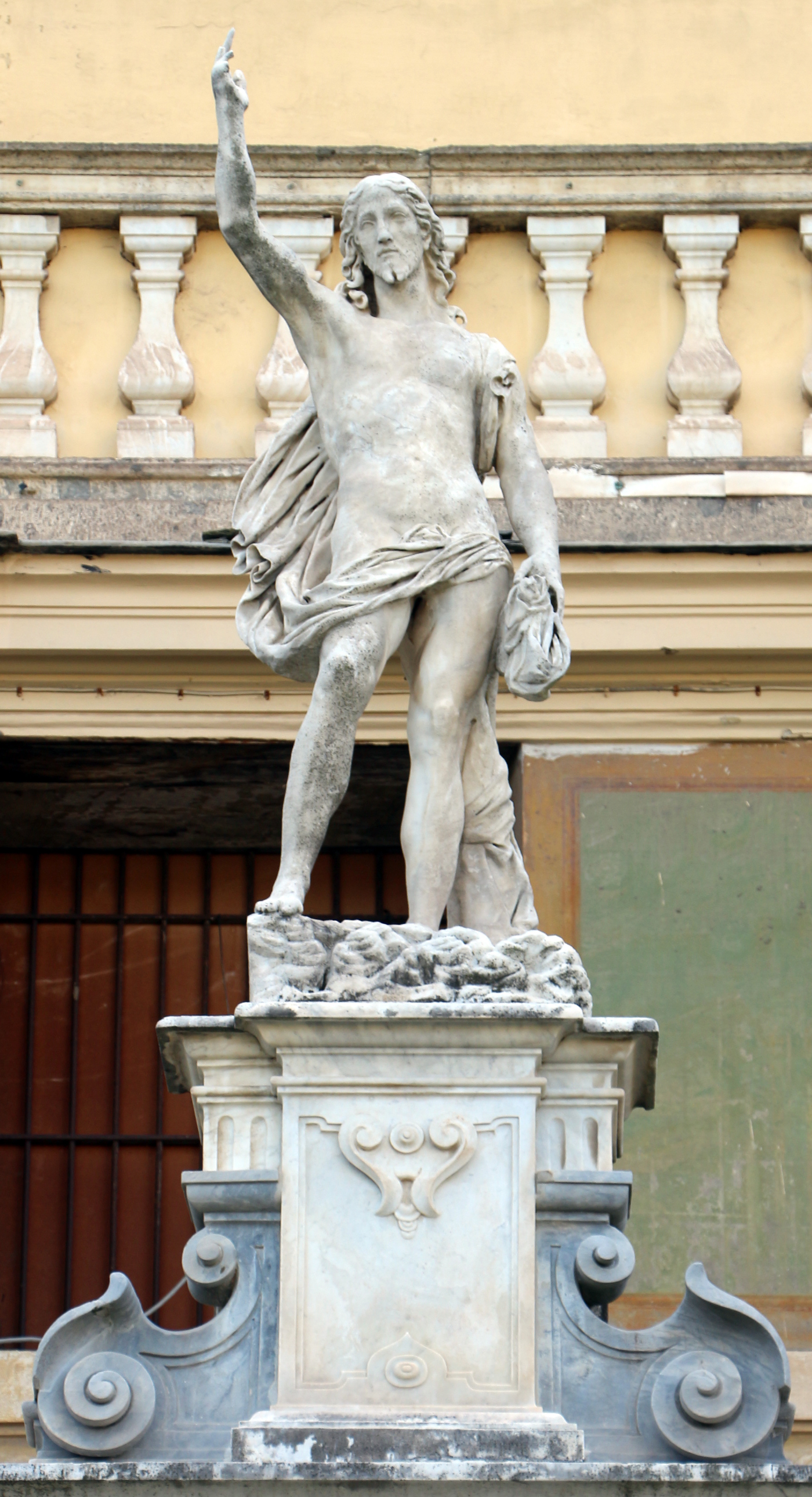
Cristo Risorto di Michelangelo Naccherino
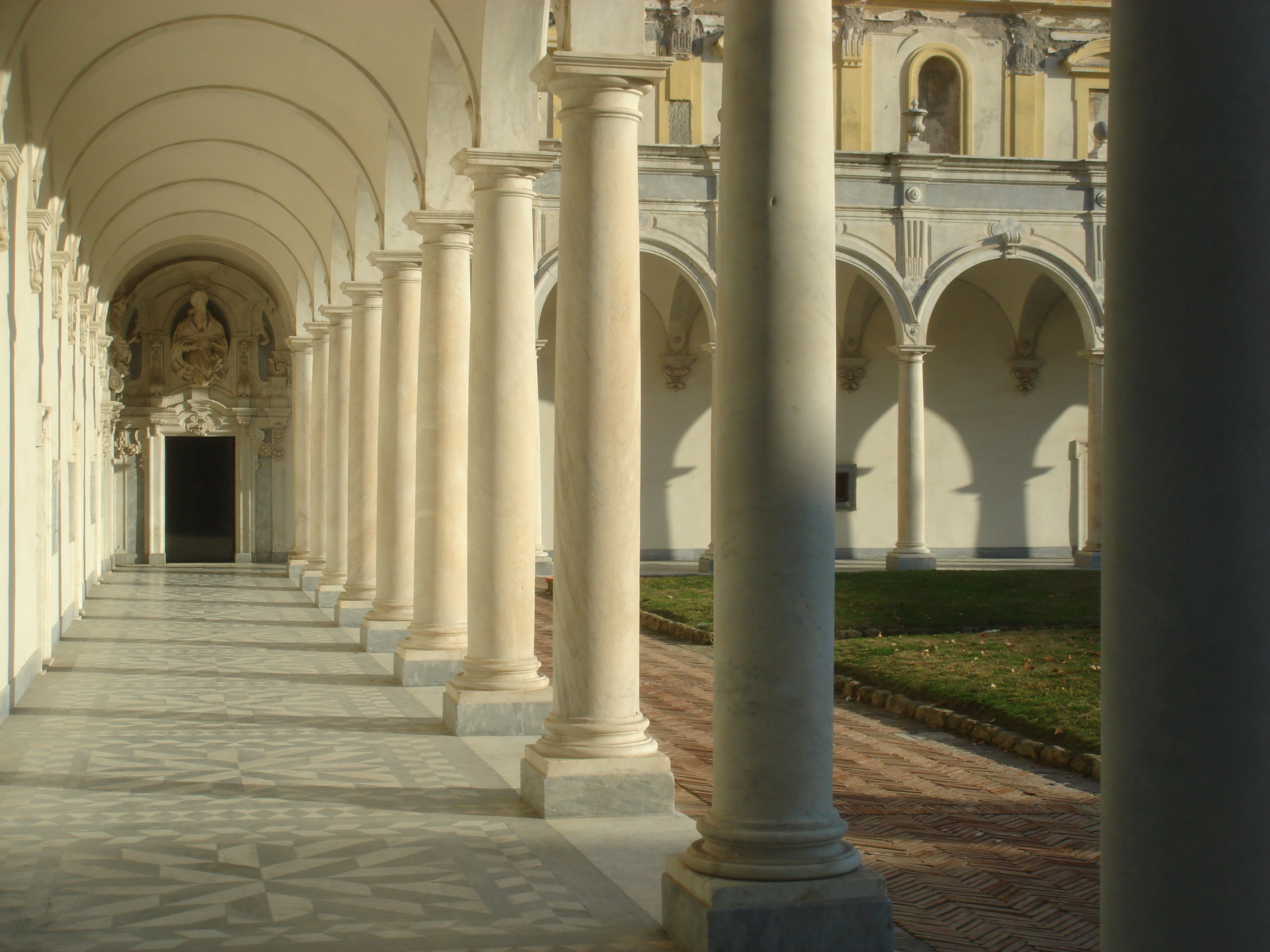
Colonnato